# Santa Barbara (Kalifornien)
Santa Barbara ist eine Stadt im US-Bundesstaat Kalifornien und der County Seat des Santa Barbara County. Bei der Erhebung von 2020 wurden 88.665 Einwohner gezählt.
Santa Barbara gilt als Hauptstadt der „American Riviera“.
Die Stadt ist nach Barbara von Nikomedien benannt, die in der Katholischen Kirche als Heilige gilt. Am 4. Dezember 1786 wurde die Mission Santa Barbara, die „Königin der Missionen“, als zehnte „Perle“ in einer langen Missionen-Kette (von Los Angeles über San Francisco bis Sonoma) nordwestlich von Los Angeles von Padre Fermin Lasuen gegründet. Im 21. Jahrhundert ist Santa Barbara eine große Stadt, ein Anziehungspunkt für Touristen und ein Prominentenwohnort. Verglichen mit anderen kalifornischen Städten blieb hier der spanisch-mexikanische Einfluss im Stadtbild erhalten, auch nach dem Wiederaufbau, nachdem Santa Barbara 1925 von einem Erdbeben heimgesucht worden war.
Die Stadtplaner entschieden sich für die Wiederherstellung der zerstörten Gebäude im Originalstil.
1942 beschoss ein japanisches U-Boot die Küste von Santa Barbara und das Ellwood-Ölfeld, was der erste Beschuss nordamerikanischen Festlands während des Zweiten Weltkrieges war und eine Furcht vor einer Invasion auslöste.
Die Stadt entwickelte sich im 20. Jahrhundert zur teuersten Wohngegend in den USA. Der durchschnittliche Hauspreis beträgt 1,13 Millionen US-Dollar (Stand 2006). Dies ist mehr als doppelt so viel wie der Durchschnittspreis in Kalifornien, welcher bei 564.430 US-Dollar liegt.
Im Osten der Stadt liegt Montecito, ein Bezirk, der zu den reichsten in den USA gehört. Das jährliche Durchschnittseinkommen liegt hier bei 70.077 US-Dollar, mehr als das Dreifache des Landesdurchschnitts (21.587 US-Dollar). Aufgrund der ruhigen, schönen und repräsentativen Gegend haben sich viele Prominente und reiche Ruheständler dort niedergelassen.

## Geographie

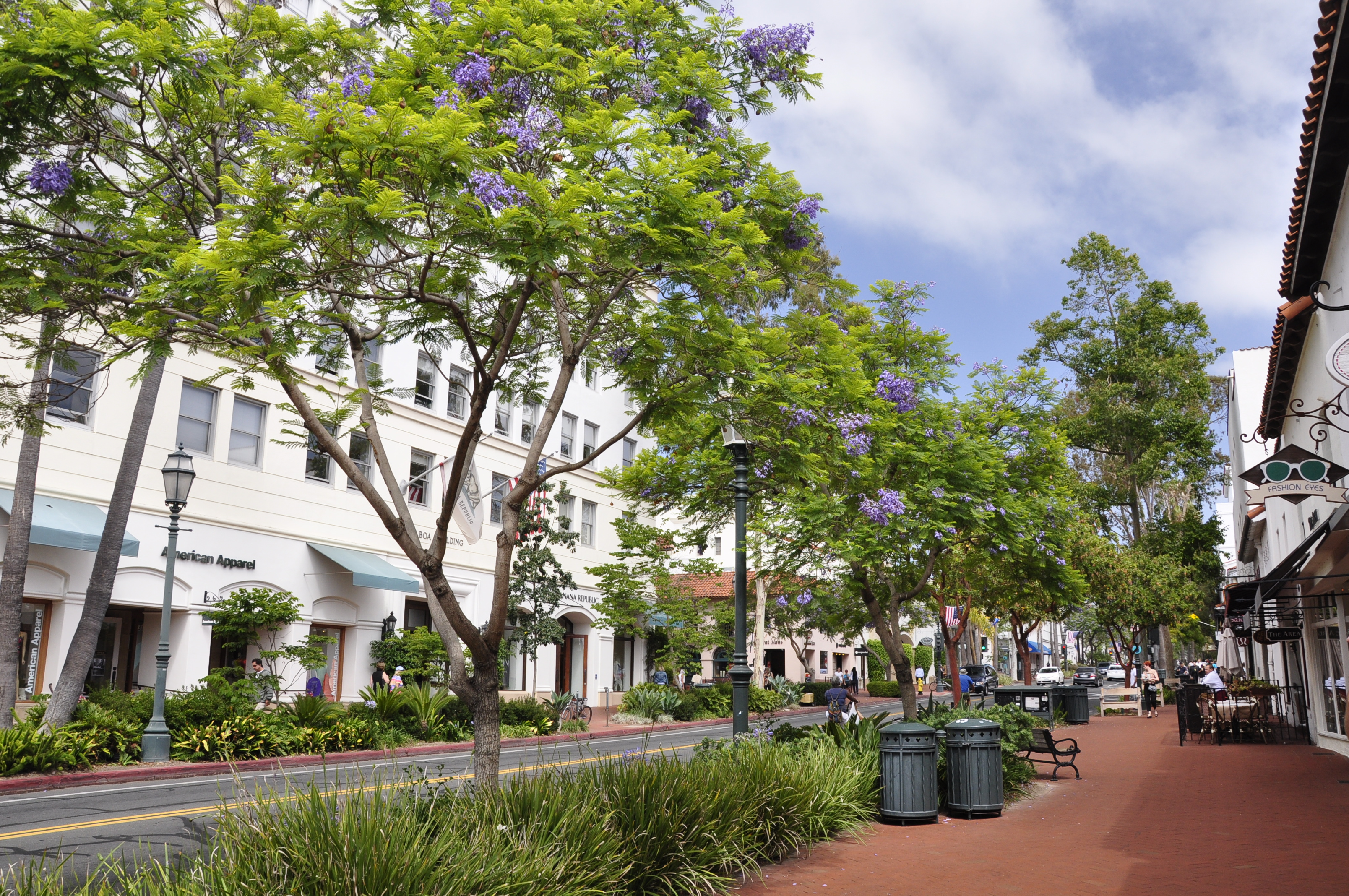
Straßenansicht (2014)

### Lage und Größe
Die Stadt befindet sich etwa 137 Kilometer nordwestlich von Los Angeles, direkt an der Küste des Pazifik. Sie liegt in einem leicht nach Norden ansteigenden Hügelland zwischen den Santa Ynez Mountains im Norden und dem Santa-Barbara-Kanal im Süden, der den amerikanischen Kontinent von den vorgelagerten Kanalinseln trennt.
Angaben des Vermessungsamts der Vereinigten Staaten zufolge hat die Stadt eine Gesamtfläche von 107,3 km², davon sind 49,2 km² Land und 58,1 km² Wasser. Damit nimmt die Wasserfläche 54,17 Prozent der Gesamtfläche ein.

### Klima
Wegen ihres Mittelmeerklimas wird diese Küste an der Südseite von Santa Barbara County oft als „Amerikanische Riviera“ bezeichnet. Die durchschnittlichen Jahresniederschläge liegen bei 450 mm.

### Flora und Vegetation
Von Süden nach Norden lässt sich ein Vegetationsgradient feststellen. Er reicht von Beifuß-Gestrüppen entlang des Küstenstreifens über Hartlaubgebüsche (Chaparral) bis hin zu meist lockeren Eichen- und Eichen-Mischwäldern an den Berghängen. Es dominieren Quercus agrifolia und andere Hartlaubeichen sowie Pinus sabiniana, auch als digger pine bekannt.

### Fauna
An den Stränden lassen sich Meeresvögel beobachten. Die Seebrücke wird von bettelnden Jungpelikanen heimgesucht. Der Santa-Barbara-Kanal wird von den Grauwalen als Zugstraße genutzt. Im Sommer tummeln sich dort auch Blauwale. Bootstouren zur Walbeobachtung starten im Hafen von Santa Barbara.

## Demographie
Nach der Erhebung von 2000 gibt es in der Stadt 92.325 Einwohner, 35.605 Haushalte und 18.941 Familien. Die Bevölkerungsdichte beträgt 1.878,1 Einwohner pro km². 74,04 Prozent sind Weiße, 2,77 Prozent Asiaten, 1,77 Prozent Afroamerikaner, 1,07 Prozent amerikanische Ureinwohner und 0,14 Prozent pazifische Insulaner. 16,37 Prozent der Einwohner Santa Barbaras sind anderer ethnischer Herkunft und weitere 3,85 Prozent Nachkömmlinge mehrerer, oben nicht aufgeführter Ethnien. Der Anteil der Bevölkerung hispanischer Herkunft innerhalb der verschiedenen Ethnien beträgt 35,02 Prozent.
Von den 35.605 Haushalten haben 24,3 Prozent Kinder unter 18 Jahren, 39,8 Prozent bestehen aus verheirateten Paaren, 9,5 Prozent sind alleinerziehende Mütter, 46,8 Prozent sind keine Familie. 32,9 Prozent aller Haushalte sind Single-Haushalte. 11,4 Prozent haben ein Mitglied, das älter als 65 Jahre ist. Die Durchschnittshaushaltsgröße ist 2,47 Personen und die Durchschnittsfamiliengröße beträgt 3,17 Personen.
19,5 Prozent der Bevölkerung sind unter 18, 13,8 Prozent zwischen 18 und 24, 32,3 Prozent zwischen 25 und 44, 20,4 Prozent zwischen 45 und 64 und 13,8 Prozent sind älter als 65 Jahre. Das Durchschnittsalter ist 35 Jahre. Das Verhältnis zwischen Frauen und Männern beträgt 100:97, für Menschen über 18 Jahren liegt das Verhältnis bei 100:95.
Das jährliche Durchschnittseinkommen eines Haushalts liegt bei 47.498 US-Dollar, pro Familie sind es 57.880 US-Dollar pro Jahr. Männer haben ein jährliches Durchschnittseinkommen von 37.116 US-Dollar und Frauen 31.911 US-Dollar. Das jährliche Pro-Kopf-Einkommen der Stadt beträgt 26.466 US-Dollar. 13,4 Prozent der Bevölkerung und 7,7 Prozent der Familien leben unter der Armutsgrenze. In Hinblick auf die Altersgruppen sind von diesen 16,8 Prozent unter 18 Jahre und 7,4 Prozent über 65 Jahre. Santa Barbara hat einen hohen Anteil an Obdachlosen in der Bevölkerung.

## Kultur und Sehenswürdigkeiten

### Universität
Als Teil der University of California befindet sich der Campus der University of California, Santa Barbara im Vorort Goleta. Daneben gibt es das SBCC (Santa Barbara City College).

### Bauwerke und Denkmäler

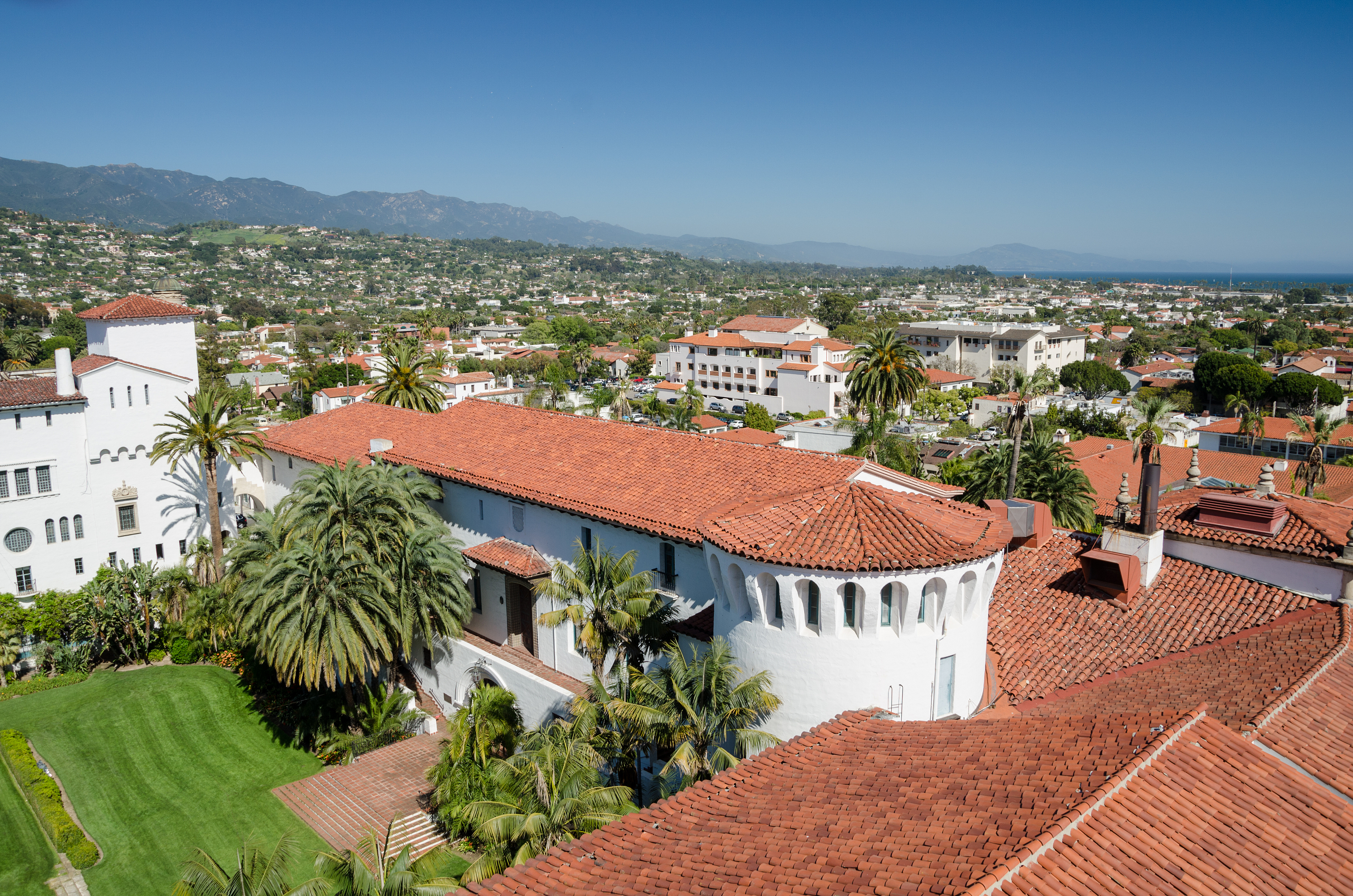
Überblick über die Stadt vom Turm des Gerichtsgebäudes

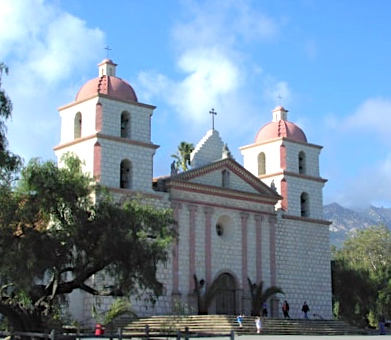
Mission Santa Barbara

- Gerichtshaus des Santa Barbara County: Der Prachtbau im Zentrum der Innenstadt wurde nach dem Erdbeben 1929 im spanisch-maurischen Palaststil erbaut und ist von ausgedehnten Grünanlagen umgeben. Vom 26 m hohen Glockenturm des Gebäudes reicht der Blick weit über die Stadt hinaus bis hin zu den Santa Ynez Mountains und der im Pazifik gelegenen Santa Cruz Insel.

- Presidio Real „El Cuartel“: Das königliche Fort wurde 1782 erbaut und bildet den Siedlungskern von Santa Barbara. Es ist als State Historical Park zu besichtigen.
- Mission Santa Barbara: Das historische Missionsgebäude befindet sich nordöstlich der Innenstadt. Es wurde 1786 gegründet und war die 10. von insgesamt 21 Franziskanermissionen des Franziskanerordens in Kalifornien. Sie wurde Königin der Missionen genannt. Gottesdienste finden in der Missionskirche heute noch statt.
- Die Cold Spring Tavern erinnert an das Postkutschenzeitalter.
- Trinity Episcopal Church

### Museen
- Das Historical Society Museum mit einer Ausstellung zur Stadtgeschichte zeigt Dokumente, Gemälde, Trachten und Raritäten aus der spanischen, mexikanischen und amerikanischen Zeit der Stadt.
- Santa Barbara Museum of Art: Museum des Kunstvereins mit Skulpturen, Orientalischer Kunst und einer kleinen Sammlung zeitgenössischer amerikanischer Kunstwerke.
- Naturhistorisches Museum: Es liegt in unmittelbarer Nachbarschaft zur Mission Santa Barbara und gibt eine naturkundliche Übersicht über Santa Barbara und die Umgebung, sowie die Pazifikküste und die Kanal-Inseln. In Dioramen ist auch das Leben der prähistorischen Indianer dargestellt. Ein Planetarium ist mit angeschlossen.
- Kutschenmuseum: Zeigt alte Pferdekutschen aus der Pionierzeit Santa Barbaras.
- Eisenbahnmuseum im Lokschuppen der Southern Pacific Railroad von 1901.

### Parkanlagen
- Botanischer Garten: Er befindet sich auf dem Weg in die Santa Ynez Mountains und beherbergt auf etwa zwölf Hektar Fläche eine Auswahl einheimischer Bäume, Sträucher, Kakteen und Kräuter, sowie einen 1806 von Indianern errichteten historischen Staudamm.
- Zoologischer Garten: Der Zoo von Santa Barbara liegt am U.S. Highway 101, westlich von Montecito und ist bekannt für seine Elefanten-, Löwen-, Affen- und Seelöwengehege. Ein botanischer Garten und ein Streichelzoo finden sich ebenfalls auf dem Gelände.
- Shoreline Park: Parkanlage mit alten Zypressen und anderen einheimischen Bäumen entlang des Kliffs westlich von Santa Barbara. Durch den Park führt ein Spazier- und Radweg mit Blicken bis zu den Kanalinseln.
- Santa Barbara Bowl, 1936 errichtete Freilichtbühne oberhalb Santa Barbaras.

### Besonderheiten

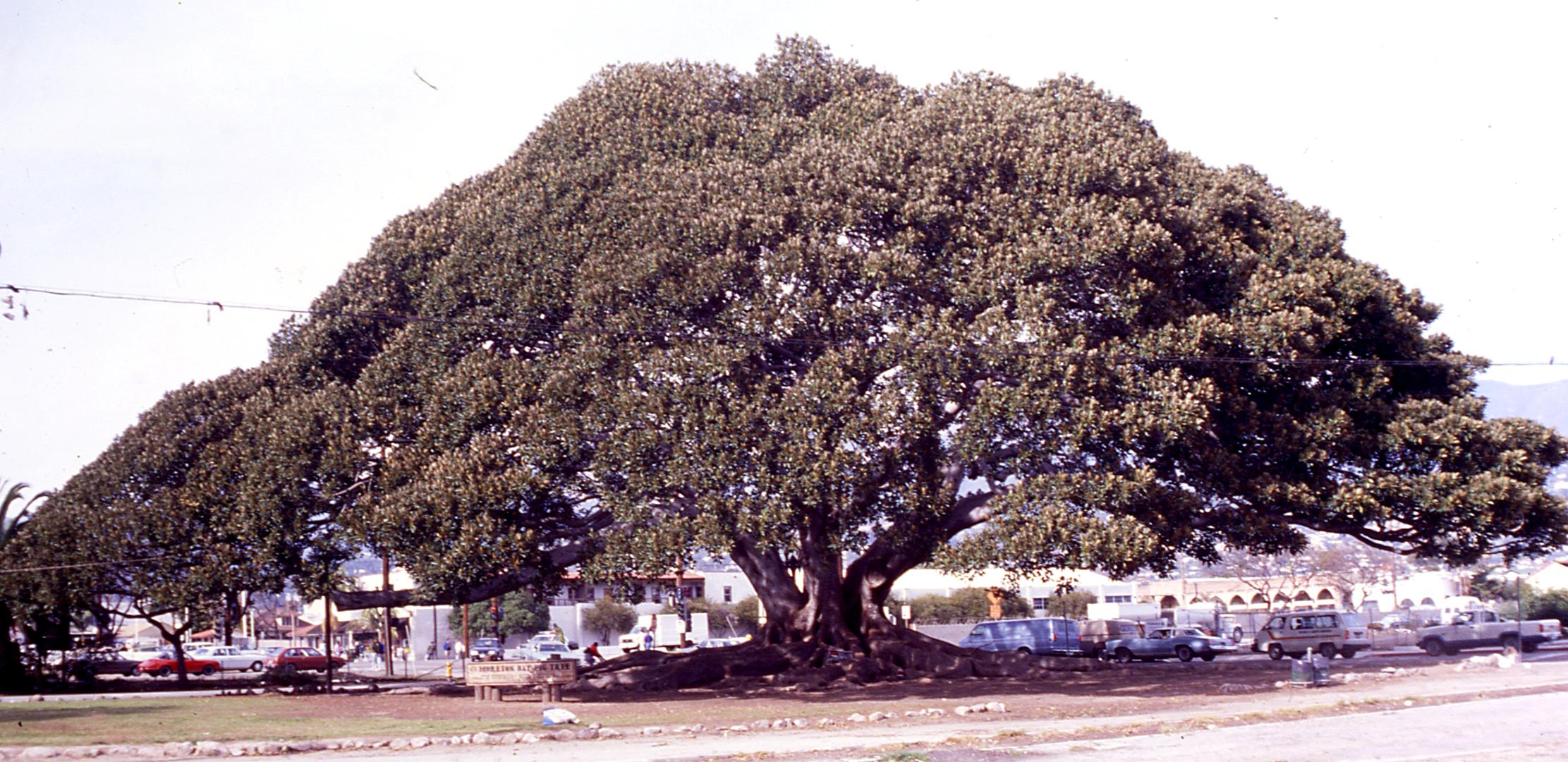
Die Moreton-Bay-Feige in Santa Barbara

- Die Moreton Bay-Feige: Der größte Feigenbaum Amerikas wurde 1877 gepflanzt und hat bis zu 50 m lange Äste. Er steht am U.S. Highway 101 südlich des Stadtzentrums.
- Die Seebrücke ist eine Verlängerung der Hauptgeschäftsstraße, der State Street, in den Pazifik hinaus. Sie teilt den Pazifikstrand in einen West- und einen Oststrand.
- Im Forschungsinstitut von General Motors in Santa Barbara wurde 1969/70 das Mondauto entwickelt, das bei den Apollo-Missionen 15, 16 und 17 zum Einsatz kam.
- Santa Barbara ist der Handlungsort der US-amerikanischen Krimiserie Psych, Drehort war allerdings hauptsächlich Kanada.[6]
- Diverse Punkrockbands wie Lagwagon, Sugarcult oder Buck Wild stammen aus Santa Barbara.

## Partnerschaften
Santa Barbara unterhält Partnerschaften mit folgenden Städten (Stand Juni 2017):
- Toba, Japan (1966)
- Puerto Vallarta, Mexiko (1972)
- Weihai, China (1993)
- San Juan Metro Manila, Philippinen (2000)
- Daingean Uí Chúis, Irland (2003)
- Kotor, Montenegro (2009)
- Patras, Griechenland (2010)

## Verkehr
Das staatliche Zugunternehmen Amtrak bietet sechs tägliche Fahrten mit dem Coast Starlight und dem Pacific Surfliner nach und von der Los Angeles Union Station an, sowie nicht ganz so viele Verbindungen ins nördliche Kalifornien. Die Fahrtdauer nach Los Angeles ähnelt der mit dem Auto. Der Bahnhof von 1902 liegt in der Nähe des Hafens und der Stearns Wharf und ist als Kulturdenkmal im National Register of Historic Places eingetragen. Mit dem Fahrschein des Pacific Surfliner können am selben Tag kostenlos die Nahverkehrsbusse von Santa Barbara genutzt werden. Die Fahrradmitnahme ist im Pacific Surfliner bei vorheriger Reservierung kostenlos.
Der Nahverkehr wird durch das Unternehmen Santa Barbara Metropolitan Transit District und mit Bussen auf 26 Linien bestritten. Knotenpunkt fast aller Linien ist das Transit Center (Busbahnhof) in der Innenstadt (Chapala St.), die Elektrobusse der Downtown & Waterfront Shuttles führen vom Bahnhof etwa alle 15 Minuten dorthin. Bei allen Bussen können zwei Fahrräder pro Bus auf dem Front-Gepäckträger kostenlos mitgenommen werden.
Das Radwegenetz in Santa Barbara ist überdurchschnittlich gut ausgebaut.
Der Flughafen ist mit nur neun Zielen und ungefähr 26 täglichen Abflügen verhältnismäßig unbedeutend. Das Unternehmen Santa Barbara Airbus bietet direkte Busverbindungen vom Los Angeles LAX-Flughafen an.
Die Greyhound-Busstation befindet sich am Bahnhofsvorplatz.

## Söhne und Töchter der Stadt
– alphabetisch geordnet, Personen und Gruppen getrennt –

### Einzelpersonen
- Taylor Atelian (* 1995), Schauspielerin
- Bill Leavy (1947–2023), NFL-Schiedsrichter
- Brian Battistone (* 1979), Tennisspieler
- Dann Battistone (* 1976), Tennisspieler
- Christopher Bernau (1940–1989), Schauspieler
- Joseph Bottoms (* 1954), Schauspieler
- Sam Bottoms (1955–2008), Schauspieler
- Timothy Bottoms (* 1951), Schauspieler
- Norris Bradbury (1909–1997), Physiker an der University of California, Berkeley
- Jeremy Casebeer (* 1989), Beachvolleyballspieler
- Huguette M. Clark (1906–2011), Künstlerin
- Land Clark (* 1962), NFL-Schiedsrichter
- Frederic Conant (1892–1974), Regattasegler
- Kayla Day (* 1999), Tennisspielerin
- Vivian Dettbarn-Slaughter (* 1955), Komponistin, Pianistin, Sängerin und Musikpädagogin
- Corey Deuel (* 1977), Poolbillardspieler
- Anthony Edwards (* 1962), Schauspieler
- Julie Felix (1938–2020), Folk-Sängerin
- Chip Foose (* 1963), Fahrzeugtuner, -designer und -bauer
- Victor French (1934–1989), Schauspieler und Regisseur
- Ben Gerstein (* 1977), Jazzmusiker
- Martin Gore (* 1961 in London), Songwriter und Sänger Depeche Mode
- Lauren Graham (* 1967 in Honolulu), Schauspielerin
- Taylor Hackford (* 1944), Filmregisseur und Produzent
- Ben Hallock (* 1997), Wasserballspieler
- Taylor Handley (* 1984), Schauspieler
- Cole Hauser (* 1975), Schauspieler
- Lacie Heart (* 1986), Pornodarstellerin, Schauspielerin und Model
- Alex Herrald (* 1984), Schauspieler, Drehbuchautor und Filmproduzent
- Kathy Ireland (* 1963), Schauspielerin und Modell
- Joshua Kadison (* 1963), Musiker
- Erich Katz (1900–1973), Musikwissenschaftler, Organist und Komponist (gestorben in Santa Barbara)
- Sarah Laine (* 1982), Schauspielerin
- Chuck Liddell (* 1969), Mixed-Martial-Arts-Kämpfer
- Alex D. Linz (* 1989), Schauspieler
- J. P. Manoux (* 1969), Schauspieler
- Maika Monroe (* 1993), Schauspielerin
- Lilibet Diana Mountbatten-Windsor (* 2021), Tochter von Harry, Duke of Sussex und Meghan, Duchess of Sussex
- Cody O’Reilly (* 1988), Bahn- und Straßenradrennfahrer
- Mary Parent (* 1968), Filmproduzentin
- Katy Perry (* 1984), Sängerin
- Leona Pierce (1921–2002), Malerin, Druckgrafikerin, Textilkünstlerin und Lehrerin
- Stephen C. Porter (1934–2015), Quartärgeologe
- Todd Rogers (* 1973), Beachvolleyballspieler
- Robert Scheerer (1929–2018), Regisseur, Filmproduzent und Schauspieler
- Bobby Schwartz (* 1956), Speedwayfahrer, Weltmeister
- Edie Sedgwick (1943–1971), Schauspielerin, Fotomodell, High Society-Partygirl
- Chris Shiflett (* 1971), Punkrock-Musiker, Gitarrist bei den Foo Fighters
- Nikolaos Skarvelis (* 1993), griechisch-US-amerikanischer Kugelstoßer
- Stamatia Skarvelis (* 1995), griechisch-US-amerikanische Leichtathletin
- William A. Stein (* 1974), Mathematiker, Hochschullehrer
- Samuel Erik Strong (* 1996), Fußballspieler
- Mia Talerico (* 2008), Kinderdarstellerin
- James Arnold Taylor (* 1969), Schauspieler und Synchronsprecher
- Kris Tompkins (* 1950), Unternehmerin und Umweltschützerin
- Brian Townsend (* 1982), High-Stake-Pokerprofi
- Paul Walker (1973–2013), Schauspieler
- Janis Wilson (1930–2003), Kinderschauspielerin der 1940er Jahre
- Jaroslaw de Zielinski (1847–1922), Pianist, Organist, Chorleiter, Musikpädagoge und Komponist

### Musikgruppen
- DevilDriver, Thrash-Metal-Band aus Santa Barbara
- Lagwagon, Skate-Punk-Band aus Santa Barbara
- Mad Caddies, Ska-Punk-Band aus Santa Barbara
- Rich Kids on LSD, Punk-Band aus Santa Barbara
- Snot, Hardcore/Crossover-Band aus Santa Barbara
- Sugarcult, Punk-Rock-Band aus Santa Barbara
- Toad the Wet Sprocket, Alternative-Rock-Band aus Santa Barbara
- Ugly Kid Joe, Hard-Rock-Band aus Santa Barbara